# Adairville
Adairville – miasto w Stanach Zjednoczonych, w stanie Kentucky, w hrabstwie Logan.